# 앨리스 델럴
앨리스 델럴(Alice Dellal, 1987년 7월 29일 ~ )은 잉글랜드의 모델이다.